# Hart wie Marmelade
Hart wie Marmelade ist der Titel der ersten kommerziellen Veröffentlichung der deutschen Rockband Extrabreit. Das Lied erschien als Single, bevor die Gruppe einen Plattenvertrag unterschrieb.

## Hintergrund

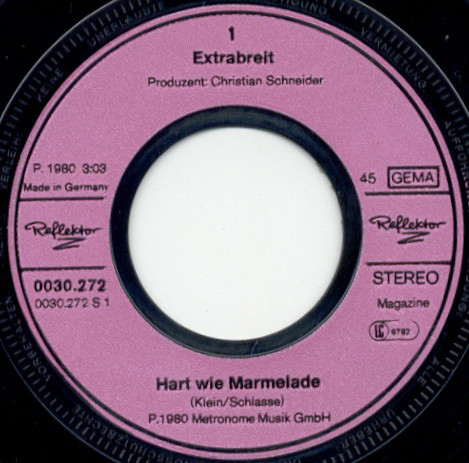
Label der Single

Extrabreit war 1978 von Stefan „Kleinkrieg“ Klein und Gerhard „Käpt’n Horn“ Sperling gegründet worden. Die Gruppe erspielte sich in ihrer Heimatstadt Hagen rasch einen guten Ruf als Liveband. Nach dem Ausstieg der Gründungsmitglieder Horst-Werner Wiegand (Gesang) und Ralf Denz (E-Bass) wurden diese durch Kay-Oliver Schlasse und Ralf Teuwen ersetzt. Die Band nahm 1979 ein 10 Lieder umfassendes Demoband mit dem Titel Rock aus Wehrdichhausen auf, das auf einer C-60-Compactcassette veröffentlicht wurde.
In Hartwig Masuch fand sich dadurch ein Unterstützer, der ihnen die Aufnahme ihrer ersten Single ermöglichte und versprach, sich auch um einen Plattenvertrag für die Gruppe zu kümmern. Bei seinem Wiehagen & Masuch Musikverlag unterzeichnete die Band daher noch im selben Jahr einen Verlagsvertrag.
Im Januar 1980 nahm die Band im Tonstudio Hiltpoltstein das von Kai Havaii und Stefan Kleinkrieg geschriebene Lied Hart wie Marmelade auf, als B-Seite diente das Lied 1.36, das noch von Horst-Werner Wiegand geschrieben worden war. Masuch produzierte die Single unter seinem Pseudonym Christian Schneider, mit dem er auch als Sänger in der Band The Ramblers agierte. Er löste auch sein Versprechen ein und verschaffte der Gruppe einen Plattenvertrag beim Label Reflektor Z, einem Sublabel von Metronome für neue deutschsprachige Rockmusik.
Das Label lehnte die Veröffentlichung der ursprünglichen Aufnahme jedoch ab, da sich darin die Textzeile »und dann zieh’ ich weißes Pulver, bis die Nasenflügel qualmen« befand. Die Gruppe wurde aufgefordert, eine radiotaugliche Version des Liedes abzuliefern. Sie tat dies, indem sie die Textzeile zu »und dann move ich durch den Urwald, bis die Tennissöckchen qualmen« änderte. Die Vereinbarung, die Manager Jörg A. Hoppe für die Band erzielte, sah vor, dass auf einem gegebenenfalls zu veröffentlichenden Album der Originaltext Verwendung finden werde.
Diese erste Version des Liedes unterscheidet sich erheblich von der Version, die ein halbes Jahr später für das Debütalbum der Gruppe, Ihre größten Erfolge, aufgenommen wurde. Unter Sammlern ist die Single beliebt und wird mittlerweile (2020) im Schnitt für € 19,98 gehandelt.